# Eric Young, Jr.
Pour les articles homonymes, voir Eric Young et Young.
Eric Orlando Young, Jr. (né le 25 mai 1985 à New Brunswick, New Jersey, États-Unis) est un voltigeur de la Ligue majeure de baseball sous contrat avec les Angels de Los Angeles.
Il remporte le championnat des buts volés dans la Ligue nationale en 2013.
Ancien joueur des Rockies du Colorado, il est le fils d'Eric Young, un joueur qui a disputé 15 saisons dans les Ligues majeures (1992-2006) et qui a lui-même porté les couleurs des Rockies durant les quatre premières années d'existence de la franchise.

## Carrière

### Rockies du Colorado
Eric Young, Jr. est repêché en 30e ronde par les Rockies du Colorado en 2003. Il fait ses débuts dans les majeures le 25 août 2009 et dispute 30 parties avec les Rockies à la fin du calendrier régulier. Il obtient à son premier match son premier coup sûr dans les majeures, aux dépens d'un lanceur des Dodgers de Los Angeles, Clayton Kershaw. Le 8 septembre, Young frappe contre Pedro Viola des Reds de Cincinnati son premier coup de circuit en carrière. Il apparaît également dans deux matchs de première ronde de séries éliminatoires 2009 entre Colorado et Philadelphie.
Young partage la saison 2010 entre les ligues mineures et les majeures. Avec Colorado, il joue 51 matchs. Il frappe 42 coups sûrs durant cette période, marque 26 points et réussit 17 vols de but.
Au départ joueur de deuxième but, Young joue surtout au champ extérieur à partir de 2011. Il vole 27 buts en 77 matchs pour les Rockies en 2011, le plus grand nombre dans l'équipe.
En 2012, il affiche sa moyenne au bâton la plus élevée en une année. Celle-ci atteint ,316. Il ne joue cependant que 98 des 162 matchs des Rockies et n'obtient que 174 présences au bâton. Il réussit 4 circuits, marque 36 points et en produit 15. Il est limité à 14 vols de buts.
En 2013, Young frappe pour ,242 en 57 matchs des Rockies, avec un circuit, 6 points produits, 22 points marqués et 8 buts volés.

### Mets de New York
Le 18 juin 2013, Colorado échange Eric Young aux Mets de New York en retour du lanceur droitier Collin McHugh. Le voltigeur a l'occasion de disputer 91 matchs pour New York, terminant l'année avec 148 parties jouées, de loin son plus haut total depuis son entrée dans les majeures. Il complète l'année des sommets personnels de 134 coups sûrs, 70 points marqués, 27 doubles, 7 triples, 32 points produits et, surtout, 46 buts volés. Ce total est le second plus élevé des majeures après les 52 de Jacoby Ellsbury des Red Sox de Boston et lui vaut le titre de champion voleur de buts de la saison 2013. Son père Eric avait fait de même avec Colorado en 1996, ce qui fait des Young le premier duo père-fils à chacun remporter un titre de voleur de buts.

### Braves d'Atlanta
Young signe un contrat des ligues mineures avec les Braves d'Atlanta le 13 février 2015. Young dispute ses 35 premiers matchs de la saison 2015 avec sa nouvelle équipe, mais n'affiche qu'une moyenne au bâton de ,169 et un faible pourcentage de présence sur les buts de ,229.

### Retour chez les Mets de New York
Le 22 août 2015, les Mets de New York rachètent des Braves d'Atlanta le contrat de Young, rapatriant donc leur ancien joueur. Il est presque toujours employé comme coureur suppléant durant cette fin de saison, apparaissant dans 18 parties des Mets et volant 3 buts en 5 essais. Il n'accompagne pas le club dans les séries éliminatoires qui suivent. Young termine sa saison régulière 2015 avec 6 buts volés en 8 tentatives, une moyenne au bâton d'à peine ,153 et un pourcentage de présence sur les buts de ,217 en 53 matchs joués au total pour les Braves et les Mets.

### Brewers de Milwaukee
Le 5 janvier 2016, Young rejoint les Brewers de Milwaukee.

## Statistiques
| Saison | Équipe   | G  | AB  | R  | H  | 2B | 3B | HR | RBI | SB | BA   |
| ------ | -------- | -- | --- | -- | -- | -- | -- | -- | --- | -- | ---- |
| 2009   | Colorado | 30 | 57  | 7  | 14 | 1  | 0  | 1  | 1   | 4  | .246 |
| 2010   | Colorado | 51 | 172 | 26 | 42 | 5  | 1  | 0  | 8   | 17 | .244 |
| Totaux | Totaux   | 81 | 229 | 33 | 56 | 6  | 1  | 1  | 9   | 21 | .245 |

Note : G = Matches joués ; AB = Passages au bâton; R = Points ; H = Coups sûrs ; 2B = Doubles ; 3B = Triples ; 
HR = Coup de circuit ; RBI = Points produits ; SB = Buts volés ; BA = Moyenne au bâton.